# Julia Leigh
Julia Leigh (ur. 1970 w Sydney) – australijska powieściopisarka, reżyserka i scenarzystka filmowa. 
Julia Leigh jest najstarszą z trzech córek lekarza i nauczycielki matematyki. Studiowała prawo na Uniwersytecie w Sydney. W 1989 została redaktorką gazety studenckiej Honi Soit. W latach 2002-2003 była mentorką laureatki literackiej Nagrody Nobla Toni Morrison w ramach programu Rolex Mentor and Protégé Arts Initiative. 
W 2009 uzyskała doktorat z języka angielskiego na Uniwersytecie w Adelajdzie. Jej reżyserski debiut filmowy, Śpiąca piękność (2011), startował w konkursie głównym na 64. MFF w Cannes.
Mieszka w Sydney.

## Powieści
- The Hunter (1999)
- Disquiet (2008)

## Filmy
- 2011: Śpiąca piękność (Sleeping Beauty), reżyseria
- 2011: Łowca (The Hunter), ekranizacja

## Nagrody i nominacje
- 2000: nominacja do Orange Prize
- 2001: nominacja do National Book Critics Circle Award(inne języki)
- 2009: Encore Award(inne języki)
- 2011: udział w konkursie głównym o nagrodę Złotej Palmy na 64. MFF w Cannes
- 2011: udział w sekcji Złota Kamera dla najlepszego debiutu reżyserskiego na 64. MFF w Cannes[4]